# Aphrodisium thibetanum
Aphrodisium thibetanum är en skalbaggsart som beskrevs av Maurice Pic 1925. Aphrodisium thibetanum ingår i släktet Aphrodisium och familjen långhorningar.
Artens utbredningsområde är Tibet. Inga underarter finns listade i Catalogue of Life.